# Rattapong Promla
Rattapong Promla (thailändisch รัฐพงศ์ พรมลา; * 3. Juni 2006) ist ein thailändischer Fußballspieler.

## Karriere
Rattapong Promla erlernte das Fußballspielen in der Jugend des Drittligisten Pluakdaeng United FC in Rayong sowie in der Schulmannschaft der Suan Pa Ban Khao Cha-ang School. Seinen ersten Profivertrag unterschrieb er im Januar 2025 beim Zweitligisten Pattaya United FC. Sein Zweitligadebüt für den Verein aus dem Seebad Pattaya gab Rattapong Promla am 4. Januar 2025 (18. Spieltag) im Auswärtsspiel gegen den Chainat Hornbill FC. Bei dem 2:0-Auswärtserfolg stand er in der Startelf und wurde in der 56. Minute gegen Nititorn Sripramarn ausgewechselt. Am Ende der Saison 2024/25 belegte er mit Pattaya den 16. Tabellenplatz und musste somit in die dritte Liga absteigen.